# Kreisvolkshochschule Harz
Die Kreisvolkshochschule Harz (KVHS Harz) ist ein öffentlich getragener Bildungsträger, insbesondere für die Weiterbildung von Erwachsenen, im Landkreis Harz. Die Geschäftsstelle befindet sich in Quedlinburg. In Halberstadt und Wernigerode betreibt die Kreisvolkshochschule Harz jeweils einen Standort mit eigenen Unterrichtsräumen.
Im Jahr 2009 wurden alle Volkshochschulen der Altlandkreise Halberstadt, Quedlinburg und Wernigerode in einer gemeinnützigen GmbH (gGmbH) vereint. Seit Januar 2015 gehört die Kreisbibliothek Harz zur Kreisvolkshochschule Harz.
Im Jahr 2019 feierte die Kreisvolkshochschule Harz das 100-jährige Bestehen. Alle drei Standorte wurden im Jahr 1919 gegründet.

## Standorte
- Geschäftsstelle – Heiligegeiststraße 8 in Quedlinburg
- Standort Halberstadt – Theaterstraße 6 in Halberstadt
- Standort Wernigerode – Bahnhofstraße 39 in Wernigerode